# Mocochopo
Mocochopo är en ort i Mexiko.   Den ligger i kommunen Etchojoa och delstaten Sonora, i den västra delen av landet, 1 400 km nordväst om huvudstaden Mexico City. Mocochopo ligger 30 meter över havet och antalet invånare är 196.
Terrängen runt Mocochopo är mycket platt. Runt Mocochopo är det ganska glesbefolkat, med 34 invånare per kvadratkilometer. Närmaste större samhälle är Navojoa, 13,9 km öster om Mocochopo. Trakten runt Mocochopo består till största delen av jordbruksmark.